# Viva Air (España)
Viva Air (Vuelos Internationales de Vacaciones S.A.) fue una aerolínea española, fundada en 1988 como una empresa conjunta entre las aerolíneas Iberia y Lufthansa.

## Historia
Viva Air fue fundada el 24 de febrero de 1988 como una empresa conjunta entre las aerolíneas Iberia y Lufthansa. Ambas empresas tenían cada una una participación del 50% en Viva Air. Las operaciones de vuelo comenzaron el 15 de abril de 1988 con cuatro aviones Boeing 737-300. El primer vuelo chárter fue de Palma de Mallorca a Núremberg. En la primavera de 1990, la compañía alquiló tres McDonnell Douglas DC-9-32 adicionales a Iberia y los utilizó con sus propios colores en vuelos dentro de Europa hasta finales de 1991.
Lufthansa vendió sus acciones el 14 de septiembre de 1990, convirtiendo a Iberia en la única propietaria de Viva Air. A finales de la temporada de verano de 1990, Iberia inició progresivamente la conversión de la filial chárter en línea aérea regular. La estructura de costes más barata de Viva Air se consideró una ventaja particular, que permitía una mayor competitividad en rutas en las que Iberia competía con otras aerolíneas. En noviembre de 1990, la matriz cedió algunas de sus rutas europeas desde Palma de Mallorca y Málaga a Viva Air. Con el inicio del horario de vuelos de verano de 1991, se añadieron más conexiones de vuelos regulares desde España a Turquía, Túnez, Egipto e Israel. A partir de febrero de 1995, la reestructuración del Grupo Iberia llevó a Viva Air a ceder estas rutas a la empresa matriz y concentrarse en la red de rutas europeas. Ese mismo año se transportaron 962.000 pasajeros con una flota de siete Boeing 737-300. La decisión de Iberia de operar todos los vuelos internacionales bajo su propio nombre supuso el fin de la filial a principios de 1999. Viva Air se disolvió en marzo de 1999 y su red de rutas quedó integrada en la de Iberia.

## Flota
Viva Air operó durante su historia las siguientes aeronaves:
| Aeronaves              | Total | Introducido | Retirado | Matrículas |
| ---------------------- | ----- | ----------- | -------- | --- |
| Boeing 737-300         | 15    | 1988        | 1999     | EC-EHX (rrg. EC-FFB), EC-FQP, EC-EII (rrg. EC-FFC), EC-EIR (rrg. EC-FET), EC-ELY, EC-ELJ (rrg. EC-FER), EC-FFN, EC-FHR, EC-FLF, EC-FLG, EC-FMP, EC-GAP, EC-GBU, EC-GGE y EC-GGZ |
| McDonnell Douglas DC-9 | 3     | 1990        | 1992     | EC-BIL, EC-BIU y EC-BPF |